# Pseudobotrytis fusca
Pseudobotrytis fusca är en svampart som beskrevs av Krzemien. & Badura 1954. Pseudobotrytis fusca ingår i släktet Pseudobotrytis, ordningen Coniochaetales, klassen Sordariomycetes, divisionen sporsäcksvampar och riket svampar.   Inga underarter finns listade i Catalogue of Life.